# Gerhard Domagk
Gerhard Domagk (30. října 1895, Lagov – 24. dubna 1964, Burgberg, Königsfeld im Schwarzwald) byl německý lékař – patolog, mikrobiolog, bakteriolog a chemik.
V roce 1939 získal Nobelovu cenu za fyziologii a medicínu za objev antibakteriálního léku Prontosilu. Cenu však nemohl převzít vzhledem ke konfliktu německé vlády s komisí udělující ceny a převzal ji proto až v roce 1947.

## Život
Gerhard Domagk se narodil jako syn ředitele školy a do svých čtrnácti let navštěvoval školu v Sommerfeldu. Na univerzitě v Kielu začal se studiem medicíny, které ale po prvním semestru přerušil, neboť jako dobrovolník nastoupil do bojů první světové války, při kterých byl již roku 1914 na východní frontě zraněn a do konce války působil jako zdravotník. Studium dokončil následně.
Domagk začal na universitě v Greifswaldu zkoumat bakteriální infekce. V roce 1923 náhodou unikl vlakovému neštěstí, když na krátkou opustil ve stanici stojící vlak, do kterého narazil vlak další. Na univerzitě v Münsteru, kam se přesunul se svým profesorem, habilitoval s prací na téma "Zničení infekčních chorob retikuloendotelem a vznik amyloidu". Ve stejném roce se oženil s Gertrudou Strübeovou, s níž měl posléze tři syny a jednu dceru.
Od roku 1929 pracoval v hlavní továrně společnosti IG Farben (později známé jako Bayer AG), kde vedl laboratoř experimentální patologie a jako součást rozsáhlého programu firmy na výzkum barviv jako potenciálních chemoterapeutik zavedl ve spolupráci s Fritzem Mietzschem a Josefem Klarerem v chemoterapii bakteriálních infekcí sulfonamidy. Mimoto vyvinul účinná tuberkulostatika, tedy látky používané k léčbě tuberkulózy. První zveřejnění sulfonamidů a jejich antibakteriálních účinků roku 1935 slavilo úspěch první lék Prontosil vstoupil o rok později na trh.
Za tento objev obdržel v roce 1939 Nobelovu cenu za fyziologii nebo lékařství, ale na základě Hitlerova nařízení bylo převzetí Nobelovy ceny zakázáno. Předcházelo tomu udělení Nobelovy ceny míru novináři a odpůrci režimu Carlu von Ossietzky, což pro nacisty znamenalo porážku v zahraniční politice. Rozkaz tak měl něčemu podobnému napříště předejít. Nobelovu cenu z rukou švédského krále přijal Domagk až roku 1947, ačkoliv bez příslušné finanční částky.
Roku 1942 byl Domagk zvolen do Německé akademie věd Leopoldina a od roku 1944 byl členem Vědecké rady zplnomocněnce pro zdravotnictví Karla Brandta.
Roku 1947 vydal svou knihu "Patologická anatomie a chemoterapie infekčních chorob" a o tři roky později "Chemoterapii tuberkulózy thisemikarbazony". Od roku 1958 byl činným profesorem všeobecné patologie na univerzitě v Münsteru a roku 1960 opustil Bayer AG z důvodu svého pokročilého věku.

## Vyznamenání
- Řád peruánského slunce – Peru, 1949
- Pour le Mérite – Německo, 1952
- velký záslužný kříž s hvězdou Záslužného řádu Spolkové republiky Německo – Německo, 1955
- Řád vycházejícího slunce II. třídy – Japonsko, 1962